# Eddie Ward
Edward John Ward (7 de marzo de 1899 - 31 de julio de 1963) fue un político australiano que representó al Partido Laborista Australiano (ALP) en el parlamento federal durante más de 30 años. Ocupó el escaño de la División de East Sydney durante ese periodo, excepto durante seis semanas y media, desde 1931 hasta su muerte en 1963. Se desempeñó como ministro en los gobiernos de Curtin y Chifley de 1941 a 1949, y también fue conocido por su papel en la división del ALP de 1931.
Ward nació en el extrarradio de Sídney y dejó la escuela a los 14 años; se involucró en el movimiento obrero a una edad temprana. Fue elegido para el Consejo Municipal de Sídney en 1930, y al año siguiente ganó la preselección laborista para las elecciones parciales de East Sydney de 1931. Fue elegido para la Cámara de Representantes, pero el primer ministro James Scullin le negó la admisión en el caucus del ALP debido a su apoyo a Jack Lang. Como respuesta, Ward y otros seis diputados del Lang Labor, formaron un partido parlamentario separado y finalmente derrocaron al gobierno de Scullin. Ward perdió su escaño en las elecciones federales de 1931. Sin embargo, su sucesor John Clasby murió solo un mes después y volvió a entrar en el parlamento en las siguientes elecciones parciales, y ocupó el escaño hasta su muerte.
En 1941, Ward fue elegido miembro del gabinete por el caucus del ALP y nombrado Ministro de Trabajo y Servicio Nacional  por el Primer Ministro John Curtin. Ward tenía una relación incómoda con Curtin, y sus afirmaciones sobre la "Línea Brisbane" llevaron a una comisión real que descubrió que no tenían fundamento. Después de las elecciones de 1943 ocupó, el cargo de  Ministro de Transportes y Territorios Exteriores, considerado de menor calado. Ward fue ministro hasta que el Partido Laborista perdió el poder en 1949 y desde entonces se presentó como candidato a la dirección adjunta del ALP en numerosas ocasiones. También se presentó, perdiéndolas, a las elecciones primarias del ALP contra H. V. Evatt en 1959. Murió en el cargo en 1963, después de haber sido el diputado con más años de servicio en el parlamento desde 1961.

## Primeros años
Ward nació el 21 de marzo de 1899 en Darlington (Nueva Gales del Sur). Fue el cuarto hijo y el mayor de Mary Ann (de soltera Maher) y Edward James Ward; su padre trabajaba para los tranvías de Sídney. Sus padres, nacidos en Australia, eran de ascendencia católica irlandesa.
Ward comenzó su educación en la escuela del convento de San Francisco de Sales, y más tarde asistió a la Escuela Pública de la Calle Cleveland y a la Escuela Pública de la Calle Crown. Dejó la escuela a la edad de 14 años y trabajó como recolector de frutas, aprendiz de imprenta, fabricante de lonas y como empleado en una ferretería. Finalmente encontró trabajo en los Talleres del Ferrocarril de Eveleigh, pero fue despedido tras su participación en la huelga general de 1917. En 1919 recibió una herida en la cabeza mientras protestaba por la deportación del líder obrero Paul Freeman, de filiación comunista. Durante la década de 1920, Ward trabajó en los tranvías como obrero y encadenador. Complementó sus ingresos boxeando profesionalmente. Se casó con Edith Bishop el 27 de septiembre de 1924, con quien tuvo dos hijos.

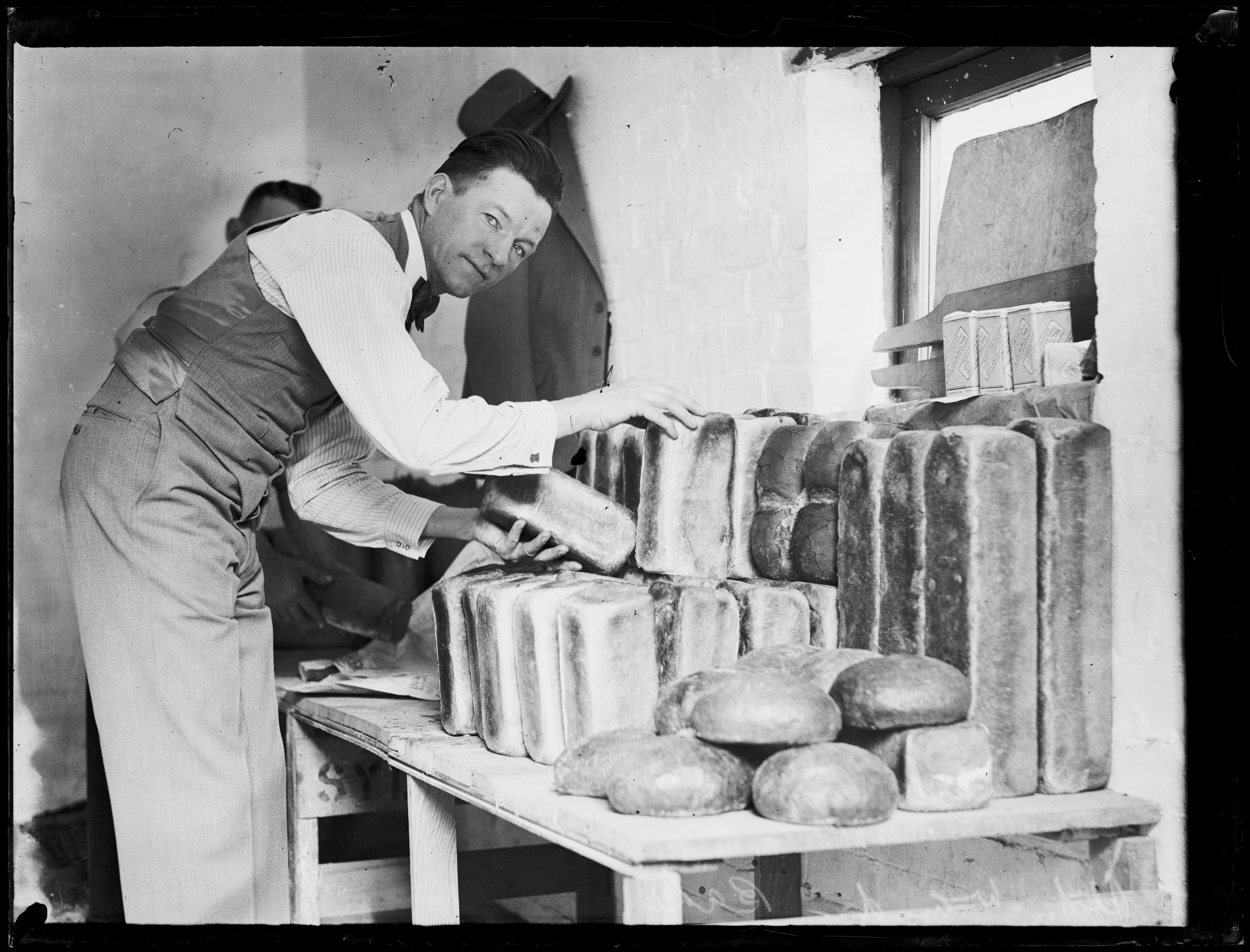
Ward en 1930 como concejal de Sídney, organizando hogazas de pan para su distribución durante la Gran Depresión.

Ward se unió al Partido Laborista a la edad de 16 años y se convirtió en su presidente por el suburbio de Surry Hills. Se desempeñó como director de campaña de Jack Beasley en las elecciones federales de 1929. Al año siguiente, fue elegido para el Consejo Municipal de Sídney como concejal del distrito de Flinders. Formó parte de los comités de obras, electricidad y salud del consejo.

## Carrera política

### Primeros años
Ward fue elegido por primera vez a la Cámara de Representantes en las elecciones parciales de East Sydney de 1931 en medio de la Gran Depresión y el ascenso a la prominencia del primer ministro laborista de Nueva Gales del Sur, Jack Lang, cuyas políticas para hacer frente a la depresión se consideraron radicalmente de izquierda. Ward era partidario de Lang y ganó notoriedad poco después de su elección cuando el primer ministro y líder del ALP, James Scullin, se negó a permitir que Ward entrara en el caucus del ALP. En respuesta, Ward se unió a Jack Beasley y otros tres partidarios de Lang para formar el Partido Laborista de Nueva Gales del Sur, conocido popularmente como Lang Labor. Ocho meses después, Ward y los otros miembros laboristas del Lang Labor votaron junto con la oposición en una moción de censura para derrocar al gobierno de Scullin.
Ward perdió su escaño ese mismo año ante el Partido Australia Unida (United Australia Party, UAP) en las elecciones federales. El voto laborista se dividió entre Ward y el candidato oficial del ALP, George Buckland. En el segundo recuento, poco más de la mitad de las preferencias de Buckland fluyeron hacia el candidato de UAP, John Clasby, lo que permitió que Clasby ganara. Por suerte, Clasby murió menos de un mes después de las elecciones, antes de que ocupara su escaño en el parlamento. En las siguientes elecciones parciales de febrero de 1932, Ward recuperó el escaño, de nuevo como candidato del Lang Labor.
Ward permaneció en el Lang Labor hasta 1936, cuando regresó al ALP. Sin embargo, continuaría teniendo una relación espinosa con muchos de sus colegas laboristas por el resto de su vida.
Una de esas cuestiones que diferenció a Ward de sus colegas parlamentarios fue su oposición a cualquier forma de gasto en defensa. Durante el debate presupuestario de 1936, argumentó que cualquier financiación destinada a la defensa se gastaría mejor en asistencia social y ayuda al desempleo. En referencia a un movimiento para aumentar el tamaño de la Armada Real Australiana, Ward dijo:

Me pregunto si tales buques son realmente necesarios para la defensa de Australia, o si no son necesarios con el propósito de ayudar a otros pueblos a defender ricas posesiones en otras partes del mundo.
Eddie Ward.

Aunque en retrospectiva, la oposición de Ward al gasto en defensa parece temeraria en vista de lo que ocurriría en los años siguientes, su postura reflejaba el pensamiento de muchos australianos en ese momento.

### Ministro (1941-1949)
En 1941, Ward entró en el ministerio del nuevo primer ministro John Curtin. Ward se desempeñó como Ministro de Trabajo y Servicio Nacional antes de ser trasladado a Ministro de Transporte y Ministro de Territorios Exteriores en 1943, lo que se consideró una degradación: Curtin señaló que "los japoneses tienen los Territorios Exteriores y el Ejército tiene el transporte", dejando a Ward con poco que administrar. Sin embargo, incluso antes de eso, Ward apenas ocultaba su hostilidad hacia Curtin; por ejemplo, una vez acusó a Curtin de "meter a los jóvenes en el matadero, aunque hace treinta años no entrarías tú mismo".
Tras la muerte de Curtin en 1945, Ward se postuló para el liderazgo del Partido Laborista, lo que habría resultado en que se convirtiera en Primer Ministro, pero perdió ante Ben Chifley. Ward continuaría albergando aspiraciones de liderazgo durante el resto de su carrera. Rara vez, si es que alguna la tuvo, alguna relación de trabajo amistosa con algún líder del ALP.

### Últimos años

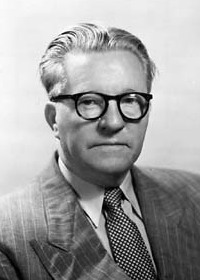
Eddie Ward en 1956

Tras las elecciones de 1946, Ward se postuló para líder adjunto del Partido Laborista, pero fue derrotado por Herbert Vere Evatt. Marcando una tendencia, fue nominado nuevamente para líder adjunto en 1951, quedando tercero detrás de Arthur Calwell y el comparativamente poco conocido Percy Clarey; y en 1960, cuando perdió por estrecho margen  frente al futuro primer ministro Gough Whitlam, a pesar de obtener el apoyo del recién elegido líder Arthur Calwell, quien no guardaba buenas relaciones con Whitlam. En 1961, tras la derrota de Earle Page, Ward se convirtió en el miembro de la Cámara de Representantes de Australia con más tiempo en el escaño (Father of the Australian House of Representatives). Sin embargo, con el fin de sus aspiraciones de liderazgo y la aparición de la aterosclerosis avanzada, la diabetes mellitus y las enfermedades cardíacas, Ward estaba perdiendo relevancia política, aunque aún era visto como un hombre de estado del Partido Laborista. El ALP había perdido por un estrecho margen las elecciones de 1961 bajo el liderazgo de Arthur Calwell. Calwell escribiría más tarde en su autobiografía que creía que el partido podría haber ganado las elecciones de 1961 si Ward hubiera sido su adjunto en lugar de Whitlam.  Todavía se desempeñaba como miembro de East Sydney cuando murió en el St Vincent's Hospital (Darlinghurst), de un ataque al corazón. Cuando se le preguntó cuándo supo que su salud estaba fallando, dijo que fue cuando "le dio un golpe a Gough Whitlam y falló". Se le dio un funeral de estado y fue enterrado con ritos católicos en el cementerio de Randwick.
Arthur Calwell elogió a Ward como un luchador incontenible y un crítico implacable, mientras que Curtin lo había definido como un bloody ratbag (sangriento saco de ratas). El periodista Arthur Hoyle creía que muchos de la generación de Ward creían que él era "la voz más auténtica que ha tenido la clase obrera en Australia".